# Jardins, vol. 2
Pour les articles homonymes, voir Jardin (homonymie).
Albums de Nicole Rieu
Femmes Où vont les mots ?
Jardins, Vol. 2 est le 16e album studio de Nicole Rieu. L'album, enregistré en 2013, est sorti en février 2014 chez Productions Miracos (JAR-2).

## Liste des titres
Les onze pistes de cet album sont :
| No  | Titre              | Paroles     | Musique     | Durée |
| --- | ------------------ | ----------- | ----------- | ----- |
| 1.  | Donner du c(h)oeur | Nicole Rieu | Nicole Rieu | 4 :15 |
| 2.  | Un chant           | Nicole Rieu | Nicole Rieu | 2 :00 |
| 3.  | Louange            | Nicole Rieu | Nicole Rieu | 2 :13 |
| 4.  | Mitakuye Oyasin    | Nicole Rieu | Nicole Rieu | 2 :10 |
| 5.  | Face au Valier     | Nicole Rieu | Nicole Rieu | 1 :42 |
| 6.  | Les cascades       | Nicole Rieu | Nicole Rieu | 3 :05 |
| 7.  | Il pleut           | Nicole Rieu | Nicole Rieu | 2 :57 |
| 8.  | Om                 | Nicole Rieu | Nicole Rieu | 2 :42 |
| 9.  | Sous les sapins    | Nicole Rieu | Nicole Rieu | 2 :17 |
| 10. | On s'est trouvés   | Nicole Rieu | Nicole Rieu | 2 :52 |
| 11. | Yellena            | Nicole Rieu | Nicole Rieu | 2 :22 |

## Autres informations
- Mixages, prises de son, basses, tambour et guitares : Julien Rieu de Pey
- Mastering : Norbert Galo, à L'Enclume Studio
- Production : Productions Miracos, avec l'aide de Coline "Les Amis de Nicole Rieu"
- Musicienne : Nicole Rieu, guitares, voix et arrangements
- Chœurs : Julien Rieu de Pey, Nicole Rieu
- Photos : Christian Combacau
- Conception de la pochette : Thierry Lamaignère